# Trofeo Pichichi
Trofeo Pichichi je individuální fotbalová trofej, udělovaná hráči, který dosáhne nejvyššího počtu vstřelených branek v jednom ročníku nejvyšší španělské fotbalové soutěže Primera División. Ocenění je udělováno španělským sportovním deníkem Marca a není ligovou asociací oficiálně uznaným oceněním, protože se zakládá na subjektivním rozhodování redaktorů tohoto média o tom, kdo jednotlivé branky docílil. Nebere tedy v potaz oficiální zápisy z utkání a může se proto oproti oficiálnímu verdiktu Ligové asociace lišit.
Ocenění se uděluje od roku 1929, kdy byla založena Primera División. Je pojmenována po Rafaelu Morenu "Pichichim", hráčské legendě týmu Athletic Bilbao. Podobná trofej, udělovaná brankářům, se nazývá Ricardo Zamora Trofeo. LFP, španělská ligová asociace, počítá branky dle zápisů a po sezoně vydává oficiální střeleckou listinu.[zdroj?]

## Držitelé trofeje
| Ročník  | Hráč                | Národnost   | Klub              | Branky | Zápasy | Průměr |
| ------- | ------------------- | ----------- | ----------------- | ------ | ------ | ------ |
| 1929    | Paco Bienzobas      | Španělsko   | Real Sociedad     | 14     | 18     | 0.944  |
| 1929–30 | Guillermo Gorostiza | Španělsko   | Athletic Bilbao   | 19     | 18     | 1.111  |
| 1930–31 | Bata                | Španělsko   | Athletic Bilbao   | 27     | 17     | 1.588  |
| 1931–32 | Guillermo Gorostiza | Španělsko   | Athletic Bilbao   | 12     | 15     | 0.722  |
| 1932–33 | Manuel Olivares     | Španělsko   | Madrid CF         | 16     | 14     | 1.143  |
| 1933–34 | Isidro Lángara      | Španělsko   | Oviedo CF         | 27     | 18     | 1.444  |
| 1934–35 | Isidro Lángara      | Španělsko   | Oviedo CF         | 26     | 22     | 1.227  |
| 1935–36 | Isidro Lángara      | Španělsko   | Oviedo CF         | 27     | 21     | 1.333  |
| 1939–40 | Víctor Unamuno      | Španělsko   | Athletic Bilbao   | 20     | 22     | 0.909  |
| 1940–41 | Pruden              | Španělsko   | Atlético Aviación | 30     | 22     | 1.5    |
| 1941–42 | Edmundo Suárez      | Španělsko   | Valencia          | 27     | 25     | 1.08   |
| 1942–43 | Mariano Martín      | Španělsko   | Barcelona         | 32     | 23     | 1.304  |
| 1943–44 | Edmundo Suárez      | Španělsko   | Valencia          | 27     | 26     | 1.076  |
| 1944–45 | Telmo Zarra         | Španělsko   | Atlético Bilbao   | 19     | 26     | 0.769  |
| 1945–46 | Telmo Zarra         | Španělsko   | Atlético Bilbao   | 24     | 18     | 1.333  |
| 1946–47 | Telmo Zarra         | Španělsko   | Atlético Bilbao   | 34     | 24     | 1.375  |
| 1947–48 | Pahiño              | Španělsko   | Celta de Vigo     | 23     | 22     | 0.909  |
| 1948–49 | César Rodríguez     | Španělsko   | Barcelona         | 28     | 24     | 1.125  |
| 1949–50 | Telmo Zarra         | Španělsko   | Atlético Bilbao   | 25     | 26     | 0.923  |
| 1950–51 | Telmo Zarra         | Španělsko   | Atlético Bilbao   | 38     | 30     | 1.267  |
| 1951–52 | Pahiño              | Španělsko   | Real Madrid       | 28     | 27     | 1.037  |
| 1952–53 | Telmo Zarra         | Španělsko   | Atlético Bilbao   | 24     | 29     | 0.827  |
| 1953–54 | Alfredo Di Stéfano  | Argentina   | Real Madrid       | 27     | 28     | 0.964  |
| 1954–55 | Juan Arza           | Španělsko   | Sevilla           | 28     | 29     | 0.966  |
| 1955–56 | Alfredo Di Stéfano  | Argentina   | Real Madrid       | 24     | 30     | 0.8    |
| 1956–57 | Alfredo Di Stéfano  | Argentina   | Real Madrid       | 31     | 30     | 1.033  |
| 1957–58 | Manuel Badenes      | Španělsko   | Real Valladolid   | 19     | 29     | 0.655  |
| 1957–58 | Alfredo Di Stéfano  | Argentina   | Real Madrid       | 19     | 30     | 0.633  |
| 1957–58 | Ricardo Alós        | Španělsko   | Valencia          | 19     | 29     | 0.655  |
| 1958–59 | Alfredo Di Stéfano  | Argentina   | Real Madrid       | 23     | 28     | 0.793  |
| 1959–60 | Ferenc Puskás       | Maďarsko    | Real Madrid       | 26     | 24     | 1.042  |
| 1960–61 | Ferenc Puskás       | Maďarsko    | Real Madrid       | 27     | 28     | 0.964  |
| 1961–62 | Juan Seminario      | Peru        | Zaragoza          | 25     | 30     | 0.833  |
| 1962–63 | Ferenc Puskás       | Maďarsko    | Real Madrid       | 26     | 30     | 0.867  |
| 1963–64 | Ferenc Puskás       | Maďarsko    | Real Madrid       | 20     | 25     | 0.84   |
| 1964–65 | Cayetano Ré         | Paraguay    | Barcelona         | 25     | 30     | 0.867  |
| 1965–66 | Vavá                | Španělsko   | Elche             | 19     | 30     | 0.633  |
| 1966–67 | Waldo Machado       | Brazílie    | Valencia          | 24     | 30     | 0.8    |
| 1967–68 | Fidel Uriarte       | Španělsko   | Atlético Bilbao   | 22     | 24     | 0.917  |
| 1968–69 | Amancio Amaro       | Španělsko   | Real Madrid       | 14     | 29     | 0.483  |
| 1968–69 | José Eulogio Gárate | Španělsko   | Atlético Madrid   | 14     | 20     | 0.7    |
| 1969–70 | Amancio Amaro       | Španělsko   | Real Madrid       | 16     | 29     | 0.552  |
| 1969–70 | Luis Aragonés       | Španělsko   | Atlético Madrid   | 16     | 30     | 0.533  |
| 1969–70 | José Eulogio Gárate | Španělsko   | Atlético Madrid   | 16     | 30     | 0.533  |
| 1970–71 | José Eulogio Gárate | Španělsko   | Atlético Madrid   | 17     | 28     | 0.607  |
| 1970–71 | Carles Rexach       | Španělsko   | Barcelona         | 17     | 28     | 0.607  |
| 1971–72 | Enrique Porta       | Španělsko   | Granada           | 20     | 31     | 0.645  |
| 1972–73 | Marianín            | Španělsko   | Real Oviedo       | 19     | 32     | 0.594  |
| 1973–74 | Quini               | Španělsko   | Real Gijón        | 20     | 34     | 0.588  |
| 1974–75 | Carlos              | Španělsko   | Atlético Bilbao   | 19     | 32     | 0.594  |
| 1975–76 | Quini               | Španělsko   | Sporting de Gijón | 18     | 34     | 0.529  |
| 1976–77 | Mario Kempes        | Argentina   | Valencia          | 24     | 34     | 0.706  |
| 1977–78 | Mario Kempes        | Argentina   | Valencia          | 28     | 34     | 0.824  |
| 1978–79 | Hans Krankl         | Rakousko    | Barcelona         | 29     | 30     | 0.967  |
| 1979–80 | Quini               | Španělsko   | Sporting de Gijón | 24     | 34     | 0.706  |
| 1980–81 | Quini               | Španělsko   | Barcelona         | 20     | 30     | 0.667  |
| 1981–82 | Quini               | Španělsko   | Barcelona         | 26     | 32     | 0.813  |
| 1982–83 | Poli Rincón         | Španělsko   | Real Betis        | 20     | 30     | 0.667  |
| 1983–84 | Jorge da Silva      | Uruguay     | Real Valladolid   | 17     | 30     | 0.567  |
| 1983–84 | Juanito             | Španělsko   | Real Madrid       | 17     | 31     | 0.548  |
| 1984–85 | Hugo Sánchez        | Mexiko      | Atlético Madrid   | 19     | 33     | 0.575  |
| 1985–86 | Hugo Sánchez        | Mexiko      | Real Madrid       | 22     | 33     | 0.667  |
| 1986–87 | Hugo Sánchez        | Mexiko      | Real Madrid       | 34     | 41     | 0.829  |
| 1987–88 | Hugo Sánchez        | Mexiko      | Real Madrid       | 29     | 36     | 0.806  |
| 1988–89 | Baltazar            | Brazílie    | Atlético Madrid   | 35     | 36     | 0.972  |
| 1989–90 | Hugo Sánchez        | Mexiko      | Real Madrid       | 38     | 35     | 1.086  |
| 1990–91 | Emilio Butragueño   | Španělsko   | Real Madrid       | 19     | 35     | 0.543  |
| 1991–92 | Manolo              | Španělsko   | Atlético Madrid   | 27     | 36     | 0.75   |
| 1992–93 | Bebeto              | Brazílie    | Deportivo         | 29     | 37     | 0.784  |
| 1993–94 | Romário             | Brazílie    | Barcelona         | 30     | 33     | 0.909  |
| 1994–95 | Iván Zamorano       | Chile       | Real Madrid       | 28     | 38     | 0.737  |
| 1995–96 | Juan Antonio Pizzi  | Argentina   | Tenerife          | 31     | 41     | 0.756  |
| 1996–97 | Ronaldo             | Brazílie    | Barcelona         | 34     | 37     | 0.919  |
| 1997–98 | Christian Vieri     | Itálie      | Atlético Madrid   | 24     | 24     | 1      |
| 1998–99 | Raúl González       | Španělsko   | Real Madrid       | 25     | 37     | 0.676  |
| 1999–00 | Salva Ballesta      | Španělsko   | Racing Santander  | 27     | 36     | 0.75   |
| 2000–01 | Raúl González       | Španělsko   | Real Madrid       | 24     | 36     | 0.667  |
| 2001–02 | Diego Tristán       | Španělsko   | Deportivo         | 20     | 35     | 0.6    |
| 2002–03 | Roy Makaay          | Nizozemsko  | Deportivo         | 29     | 38     | 0.763  |
| 2003–04 | Ronaldo             | Brazílie    | Real Madrid       | 24     | 32     | 0.75   |
| 2004–05 | Diego Forlán        | Uruguay     | Villarreal        | 25     | 38     | 0.658  |
| 2005–06 | Samuel Eto'o        | Kamerun     | Barcelona         | 26     | 34     | 0.765  |
| 2006–07 | Ruud van Nistelrooy | Nizozemsko  | Real Madrid       | 25     | 37     | 0.676  |
| 2007–08 | Dani Güiza          | Španělsko   | Mallorca          | 27     | 37     | 0.730  |
| 2008–09 | Diego Forlán        | Uruguay     | Atlético Madrid   | 32     | 33     | 0.970  |
| 2009–10 | Lionel Messi        | Argentina   | Barcelona         | 34     | 35     | 0.971  |
| 2010–11 | Cristiano Ronaldo   | Portugalsko | Real Madrid       | 41     | 34     | 1.206  |
| 2011–12 | Lionel Messi        | Argentina   | Barcelona         | 50     | 37     | 1.351  |
| 2012–13 | Lionel Messi        | Argentina   | Barcelona         | 46     | 32     | 1.406  |
| 2013–14 | Cristiano Ronaldo   | Portugalsko | Real Madrid       | 31     | 30     | 1.033  |
| 2014–15 | Cristiano Ronaldo   | Portugalsko | Real Madrid       | 48     | 35     | 1.371  |
| 2015–16 | Luis Suárez         | Uruguay     | Barcelona         | 40     | 35     | 1.143  |
| 2016–17 | Lionel Messi        | Argentina   | Barcelona         | 37     | 34     | 1.088  |
| 2017–18 | Lionel Messi        | Argentina   | Barcelona         | 34     | 36     | 0.944  |
| 2018–19 | Lionel Messi        | Argentina   | Barcelona         | 36     | 34     | 1.059  |
| 2019–20 | Lionel Messi        | Argentina   | Barcelona         | 25     | 33     | 0.758  |
| 2020–21 | Lionel Messi        | Argentina   | Barcelona         | 30     | 35     | 0.857  |
| 2021–22 | Karim Benzema       | Francie     | Real Madrid       | 27     | 32     | 0.844  |
| 2022–23 | Robert Lewandowski  | Polsko      | FC Barcelona      | 23     | 34     | 0.676  |
| 2023–24 | Artem Dovbyk        | Ukrajina    | Girona FC         | 24     | 36     | 0.667  |
| 2023–24 | Kylian Mbappé       | Francie     | Real Madrid       | 31     | 34     | 0.912  |

### Nejúspěšnější hráči
| Poř. | Hráč               | Země      | Trofeje | Vítězné ročníky                                                        |
| ---- | ------------------ | --------- | ------- | ---------------------------------------------------------------------- |
| 1    | Lionel Messi       | Argentina | 8       | 2009/10, 2011/12, 2012/13, 2016/17, 2017/18, 2018/19, 2019/20, 2020–21 |
| 2    | Telmo Zarra        | Španělsko | 6       | 1944/45, 1945/46, 1946/47, 1949/50, 1950/51, 1952/53                   |
| 3    | Alfredo Di Stéfano | Argentina | 5       | 1953/54, 1955/56, 1956/57, 1957/58, 1958/59                            |
| 3    | Quini              | Španělsko | 5       | 1973/74, 1975/76, 1979/80, 1980/81, 1981/82                            |
| 3    | Hugo Sánchez       | Mexiko    | 5       | 1984/85, 1985/86, 1986/87, 1987/88, 1989/90                            |
| 6    | Ferenc Puskás      | Maďarsko  | 4       | 1959/60, 1960/61, 1962/63, 1963/64                                     |

## Vícenásobní držitelé trofeje

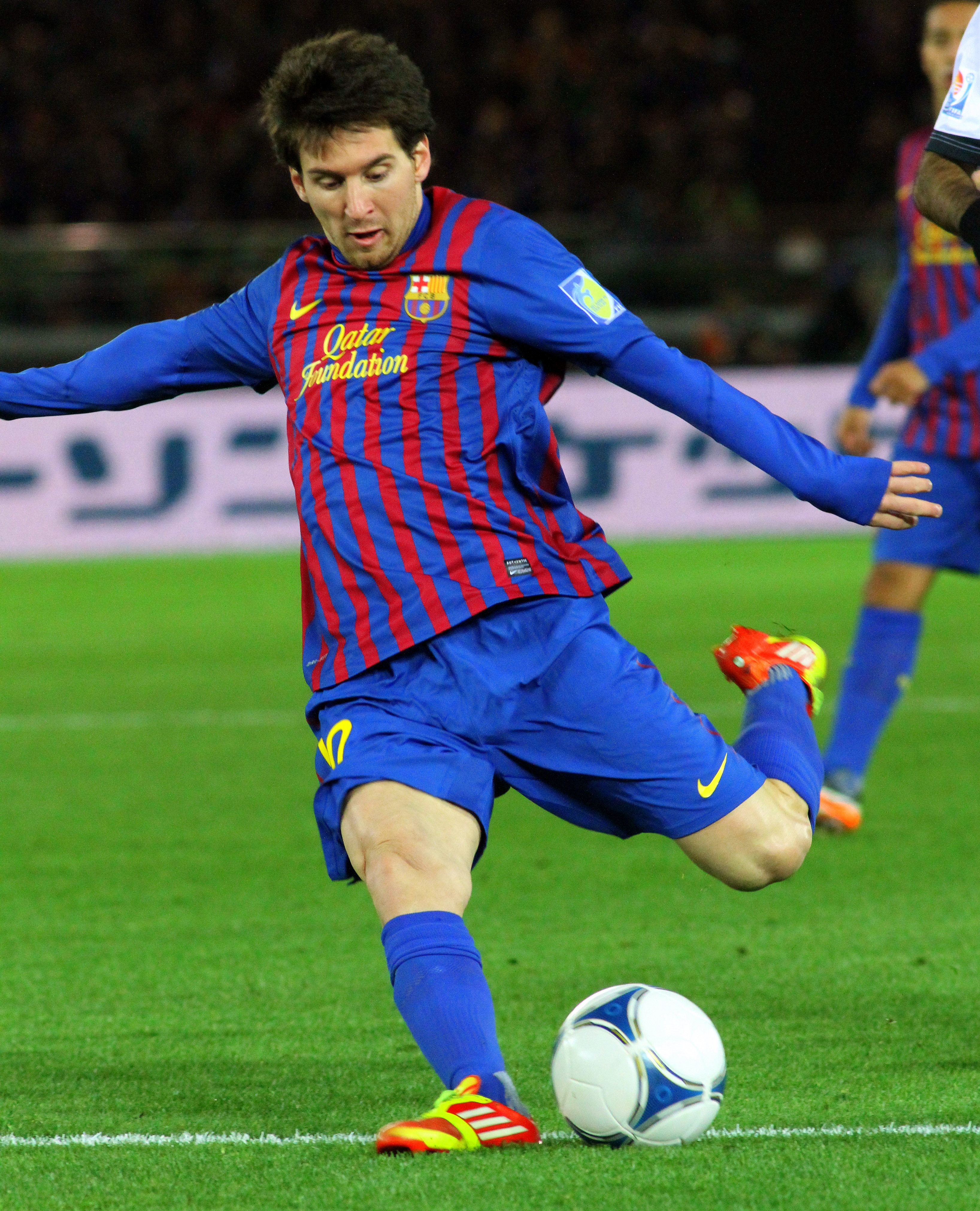
Lionel Messi Argentina - 8× vítěz.
Telmo Zarra Španělsko - 6× vítěz.
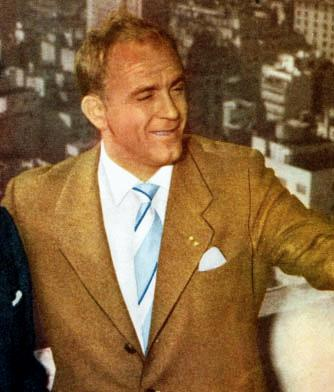
Alfredo Di Stéfano Argentina - 5× vítěz.
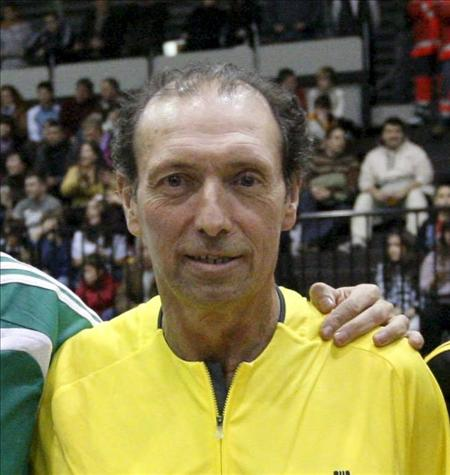
Quini Španělsko - 5× vítěz.
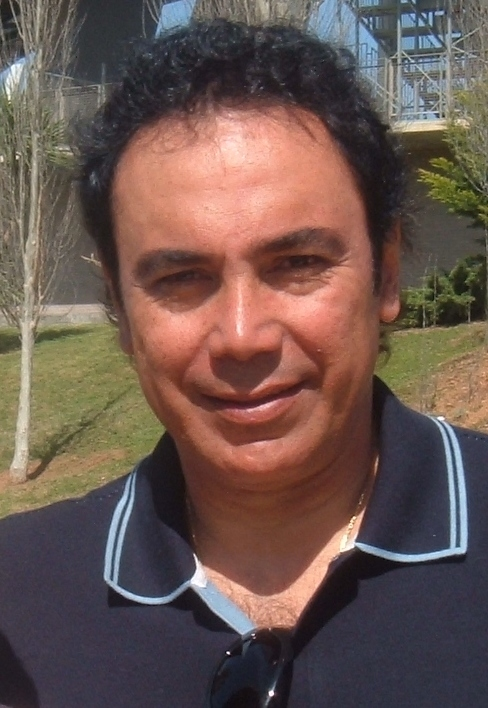
Hugo Sánchez Mexiko - 5× vítěz.
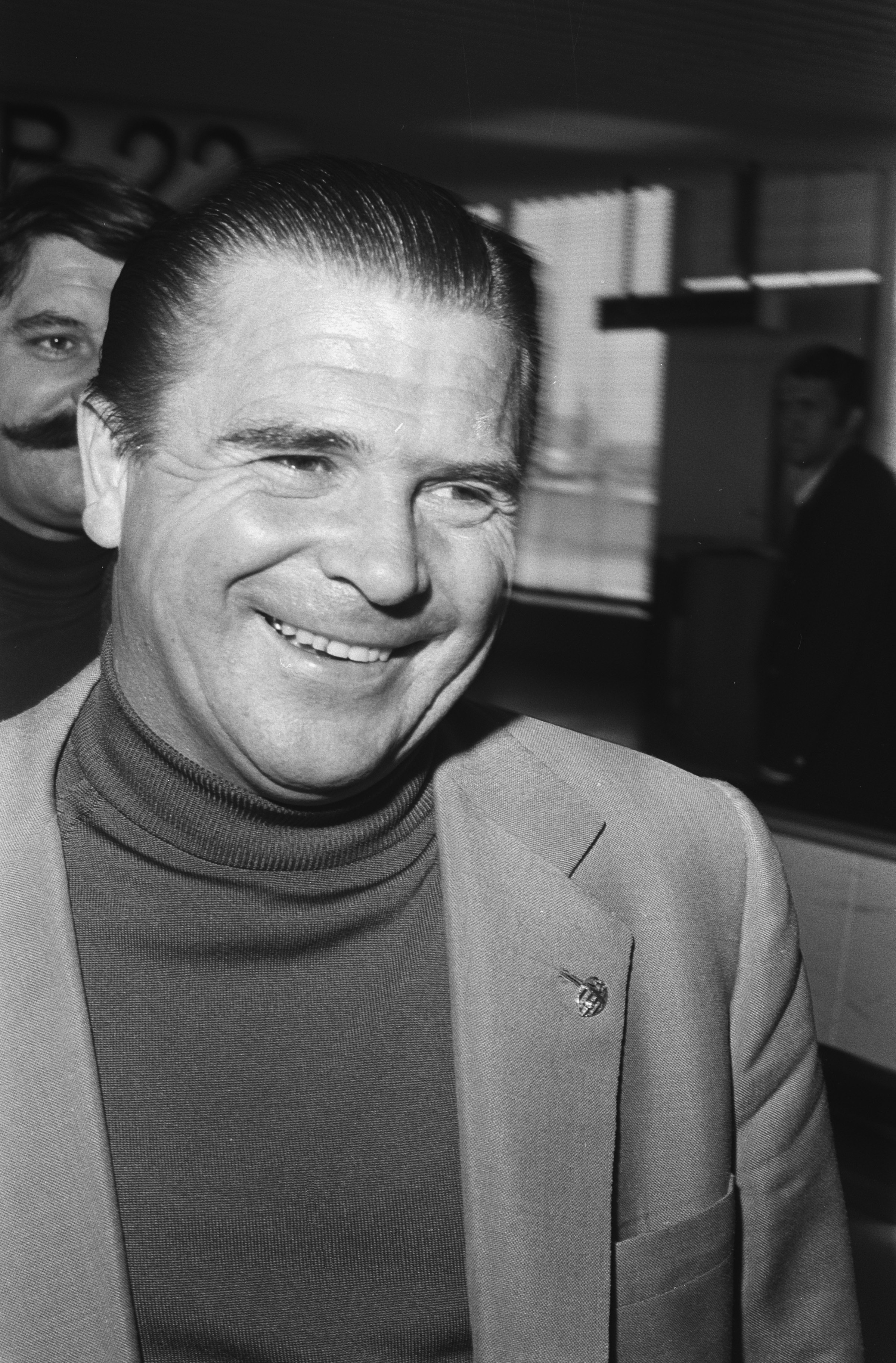
Ferenc Puskás Maďarsko - 4× vítěz.

### Pořadí podle klubů
| Klub                | Hráči | Celkem |
| ------------------- | ----- | ------ |
| Real Madrid         | 15    | 29     |
| Barcelona           | 12    | 20     |
| Athletic Bilbao     | 6     | 12     |
| Atlético Madrid     | 8     | 10     |
| Valencia            | 4     | 6      |
| Oviedo              | 2     | 4      |
| Sporting Gijón      | 1     | 3      |
| Deportivo La Coruña | 3     | 3      |
| Valladolid          | 2     | 2      |
| Real Sociedad       | 1     | 1      |
| Celta Vigo          | 1     | 1      |
| Sevilla             | 1     | 1      |
| Zaragoza            | 1     | 1      |
| Elche               | 1     | 1      |
| Granada             | 1     | 1      |
| Real Betis          | 1     | 1      |
| Tenerife            | 1     | 1      |
| Racing Santander    | 1     | 1      |
| Villarreal          | 1     | 1      |
| Mallorca            | 1     | 1      |
| Girona              | 1     | 1      |

### Pořadí podle zemí
| Země        | Hráči | Celkem |
| ----------- | ----- | ------ |
| Španělsko   | 33    | 51     |
| Argentina   | 3     | 15     |
| Brazílie    | 5     | 6      |
| Mexiko      | 1     | 5      |
| Maďarsko    | 1     | 4      |
| Uruguay     | 3     | 4      |
| Portugalsko | 1     | 3      |
| Francie     | 2     | 2      |
| Nizozemsko  | 2     | 2      |
| Peru        | 1     | 1      |
| Paraguay    | 1     | 1      |
| Kamerun     | 1     | 1      |
| Chile       | 1     | 1      |
| Itálie      | 1     | 1      |
| Rakousko    | 1     | 1      |
| Polsko      | 1     | 1      |
| Ukrajina    | 1     | 1      |

## Podobné trofeje
Primera División je soutěž, kde nastupují hráči mnoha národností. V posledních jedenácti sezonách (2002–2013) získal Pichichi pouze jednkrát hráč španělské národnosti. I kvůli tomuto faktu existuje Trofeo Zarra, kterou taktéž uděluje sportovní deník Marca a kterou obdrží, stejně jako Pichichi, nejlepší střelec Primera División, ovšem španělské národnosti. V ročníku 2012–13 získal Trofeo Zarra, pojmenovanou po Telmo Zarrovi, Álvaro Negredo, který nastřílel 25 branek. Mezi nejlepšími střelci ligy byl až na čtvrtém místě, když před ním byli Lionel Messi (Argentina – 46 branek), Cristiano Ronaldo (Portugalsko – 34) a Radamel Falcao (Kolumbie – 28).